# Hawierzów
Hawierzów (cz. Havířovⓘ) – miasto statutarne w powiecie Karwina, w kraju morawsko-śląskim w Czechach. Jako gmina z rozszerzonymi uprawnieniami (cz. obec s rozšířenou působností) obejmuje również Suchą Górną, Olbrachcice, Cierlicko i Błędowice Górne. Przez miasto przepływa rzeka Łucyna.
Hawierzów położony jest w granicach historycznego regionu Śląska Cieszyńskiego, na tzw. Zaolziu, ok. 10 km na zachód od granicy polsko-czeskiej, na drodze z Cieszyna do Ostrawy. Od strony północnej sąsiaduje z Pietwałdem, Orłową (z Łazami) i Karwiną (z Dołami), na wschodzie z Suchą Górną, Olbrachcicami i Cierlickiem, na południu z Błędowicami Górnymi, a na zachodzie z Szonowem i na krótkim odcinku z należącymi do powiatu Frydek-Mistek Kaniowicami.
Miasto powstało w latach 50. XX wieku jako „sypialnia” dla Zagłębia Ostrawsko-Karwińskiego, pełnił więc dla niego podobną funkcję, jak Nowa Huta dla Krakowa czy Tychy w GOP w Polsce. Jest zespołem urbanistycznym w stylu socrealistycznym. W przeciwieństwie np. do Karwiny czy Frydka-Mistka, Hawierzów nie posiada historycznego centrum. Zbudowano go od podstaw na terenie kilku starszych wsi. W ciągu 50 lat swego istnienia stał się jednym z największych miast Śląska Cieszyńskiego.
Hawierzów jest największym pod względem liczby ludności miastem w Czechach niebędącym siedzibą powiatu. Na początku 2024 roku, z populacją wynoszącą niemal 70 tys., Hawierzów zajmował dwunaste miejsce pod względem liczby ludności w Czechach.

## Podział administracyjny
Hawierzów podzielony jest na 31 obrębów ewidencyjnych, składających się na 8 dzielnic, które z kolei objęte są przez 6 gmin katastralnych.
Dzielnice: Bludovice • Dolní Datyně • Dolní Suchá • Město • Podlesí • Prostřední Suchá • Šumbark • Životice
W latach 1975–1990 w administracyjnych granicach Hawierzowa znajdowała się również Sucha Górna.

## Historia
Pierwsze wzmianki o osadach na terenie dzisiejszego Hawierzowa sięgają początków XIV wieku, kiedy to w spisie dziesięcin biskupstwa wrocławskiego z około 1305 roku wspomina się Szonów oraz Suchą Górną i Dolną. W dokumentach z 1335 roku spotykamy zapis o Błędowicach, a w 1438 roku po raz pierwszy wzmiankowany jest Szumbark, który najprawdopodobniej istniał już w XIV wieku. Jeszcze po zakończeniu II wojny światowej nic nie wskazywało, że na obszarze tych kilku śląskocieszyńskich wsi powstanie wkrótce miasto. Miejscowa ludność utrzymywała się głównie z rolnictwa, a jej spokojny tryb życia kontrastował z atmosferą pobliskich miast i kolonii górniczych. Jednak rozwijający się po wojnie w okolicach Ostrawy przemysł górniczy i hutniczy spowodował ogromne zapotrzebowanie na siłę roboczą. Odbudowa przemysłu ciężkiego zależała w dużej mierze od pozyskania znacznej liczby pracowników, a decydującym o tym czynnikiem była możliwość otrzymania mieszkania. Dlatego też w 1947 rozpoczęto budowę pierwszych osiedli górniczych na terenie Szumbarku, które w następnych latach rozrosło się również na obszar ówczesnego Szonowa, Suchej Średniej, ale najdalej w głąb Błędowic Dolnych. Teren, na którym miało powstać nowe miasto, leżał na granicy trzech powiatów. Gminy Szonów, Datynie Dolne i Szumbark należały w 1949 do powiatu ostrawskiego, z kolei Błędowice Dolne i Żywocice do powiatu czesko-cieszyńskiego, a Sucha Górna i Dolna do powiatu karwińskiego. W ciągu kilku następnych lat nastąpił znaczny rozwój urbanistyczny wspomnianych terenów, a dnia 4 grudnia 1955 decyzją rządu czechosłowackiego ogłoszono powstanie nowego miasta – Haviřova (Hawierzowa). Z początku rozłożone było na 3,44 km² wynikłych z połączenia 230 hektarów Błędowic Dolnych, 61 ha Szonowa i 53 ha Szumbarku. 31 grudnia 1955 nowe miasto liczyło 16 640 mieszkańców, a gęstość zaludnienia wyniosła 4837,2 os./km². Nazwę wybrano w trakcie otwartego konkursu z wielu, często niewiarygodnych i karkołomnych językowo propozycji, np. Bezručov, Gottwaldův Hornikov, Stalin, czy Budosociokolektivov. Nazwę „Hawierzów” można wolno przetłumaczyć jako „miasto górników” (haviř po czesku to po prostu górnik; w gwarze cieszyńskiej górnik to hawiyrz, dlatego stosuje się polskie tłumaczenie nazwy miasta na Hawierzów). Charakter „miasta socjalistycznego” oraz szybkość rozbudowy określiły charakter Hawierzowa jako miasta sypialni, a także miejsca wypoczynku, posiadającego m.in. kina i domy kultury. Od połowy lat 50. nastąpił rozwój przestrzenny miasta, kiedy to sukcesywnie przyłączano do niego resztę Szumbarku i Błędowic Dolnych oraz Żywocice, Suchą Średnią i Dolną (1960), a w połowie lat 70. Datynie Dolne i Suchą Górną. W tym czasie miasto osiągnęło największą powierzchnię i liczyło prawie 42 km² powierzchni. W 1990 usamodzielniła się Sucha Górna, a obszar Hawierzowa zmalał do 32 km². Do dziś charakter miasta odpowiada założeniom jego twórców, gdyż znaczna część mieszkańców codziennie wyjeżdża do pracy poza Hawierzów. W porównaniu do okolicznych miast jest on uznawany za miejsce o najlepszych warunkach mieszkaniowych, posiadające stosunkowo czyste środowisko i dobre zaplecze wypoczynkowe. Jednak w związku z postępującym upadkiem przemysłu ciężkiego w Zagłębiu Hawierzów systematycznie pustoszeje.

## Demografia
W 1910 większość współczesnego obszaru Hawierzowa obejmowało 6 ówczesnych gmin: Datynie Dolne, Błędowice Dolne, Sucha Dolna, Sucha Średnia, Szumbark i Żywocice. Łącznie zamieszkiwało je 10409 osób, z czego 10257 było zameldowanych na stałe, 7825 (76,3%) było polsko-, 2241 (21,8%) czesko-, 180 (1,7%) niemieckojęzycznymi a 11 (0,1%) posługiwało się jeszcze innym językiem, 4552 (43,7%) było katolikami, 5693 (54,7%) ewangelikami, 20 (0,2%) kalwinistami, 96 (0,9%) wyznawcami judaizmu a 48 (0,5%) innej religii lub wyznania.
Najgęściej zaludnione były miejscowości w północnej części, w Suchej Średniej i Dolnej, gdzie większy wpływ wywarła industrializacja w Zagłębiu Ostrawsko-Karwińskim. Zaś miejscowości na południe dłużej zachowywały charakter rolniczy. Właśnie w tej części po wojnie postanowiono wybudować nowe osiedla robotnicze, do których wyprowadzano mieszkańców starszych kolonii górniczych. Nowe mieszkania oferowano również dotychczasowym mieszkańcom tych obszarów, których domy następnie burzono dzięki czemu socrealistyczne osiedle mogło się dalej rozprzestrzeniać. Do nowych mieszkań przybywali również ludzie z terenów całej Czechosłowacji. Liczba mieszkańców szybko rosła, w 1961 miasto liczyło już ich 51103 (więcej niż Karwina – 49418), w 1970 82068, w 1980 wraz z Suchą Górną 89920. W następnych latach liczba ta zaczęła spadać. W 1991 Hawierzów już bez Suchej Górnej miał jedynie 86297 mieszkańców, a w 2009 81700.
Według czeskiego spisu z 2001 miasto zamieszkiwało 85855 osoby, z czego 72681 (84,7%) było czeskiej, 4518 (5,3%) słowackiej, 2881 (3,4%) polskiej, 1478 (1,7%) morawskiej, 437 (0,5%) śląskiej, 143 (0,2%) niemieckiej, 85 ukraińskiej, 47 romskiej i 20 wietnamskiej narodowości. Osoby wierzące stanowiły jedynie 29,1% populacji (24984 os.), zaś największą grupą wyznaniową byli katolicy (17366 os., 69,5% wierzących).
Najgęściej zaludnione dzielnice to Miasto i Szumbark, gdzie na 31,9% powierzchni (1022,4 ha) żyje 69% pupulacji (56395 os.). Trzecią dzielnicą pod względem liczby ludności jest Podlesie (15259), które wraz z Błędowicami i Żywocicami współtworzy gminę katastralną Błędowice (Bludovice) o łącznej powierzchni 935,33 ha i populacji 18958.
- Wykres ludności Hawierzowa w latach 1956–2015 (dane za środek danego roku)[9]:

## Sport
- HC Hawierzów – klub hokejowy
- VK Hawierzów – klub siatkarski
- MFK Hawierzów – klub piłkarski

## Komunikacja
Przez miasto przechodzi linia kolejowa nr 321 Český Těšín – Opava. Pociągi ČD kursują w ramach Ostrawskiego Zintegrowanego Systemu Komunikacji (ODIS, Ostravský dopravní integrovaný systém) na liniach S1 i R1.
Główną rolę w komunikacji miejskiej odgrywają autobusy. Miasto posiada około 60 pojazdów, które obsługują 22 linie. Hawierzowskie autobusy obsługują także okoliczne miejscowości (Błędowice Górne, Cierlicko, Sucha Górna, Olbrachcice, Stonawa, Pietwałd, Szonów). Główne linie prowadzą z dzielnicy Podlesie (Podlesí), przez centrum, w kierunku Szumbarku, dobrze skomunikowane są także Żywocice/Padlých Hrdinů oraz osiedla w Suchej Średniej, bardzo dobre połączenia mają Olbrachcice. Tabor składa się w znacznej części z autobusów Irisbus Citelisy, napędzanych metanem oraz autobusów Karosa B 952. Eksploatowanych jest też kilka minibusów, które obsługują linie nr 418-422. Sieć komunikacji miejskiej podzielono na dwie strefy, z czego 1. strefa obejmuje administracyjny teren miasta, drugą stanowi reszta sieci. W 1. strefie można korzystać z biletów ODIS na strefę taryfową nr 40. Komunikacja miejska w Hawierzowie jest obsługiwana przez ČSAD Havířov a. s.
Ponadto z miasta prowadzą linie autobusowe do wszystkich okolicznych miast, z czego najwięcej do Ostrawy, Karwiny i Orłowej. Linie do Karwiny są częścią ODIS.

## Klimat (1979–2013)
| Miesiąc                                 | Sty   | Lut   | Mar   | Kwi  | Maj  | Cze  | Lip  | Sie  | Wrz  | Paź  | Lis   | Gru   | Roczna |
| --------------------------------------- | ----- | ----- | ----- | ---- | ---- | ---- | ---- | ---- | ---- | ---- | ----- | ----- | ------ |
| Rekordy maksymalnej temperatury [°C]    | 13.8  | 18.7  | 21.3  | 29.0 | 31.8 | 33.9 | 35.6 | 36.7 | 30.3 | 25.6 | 21.1  | 16.9  | 36,7   |
| Średnie temperatury w dzień [°C]        | 1.3   | 3.0   | 8.0   | 14.2 | 19.6 | 22.2 | 24.4 | 24.3 | 19.3 | 14.0 | 7.3   | 2.7   | 13,4   |
| Średnie dobowe temperatury [°C]         | -1.6  | -0.6  | 3.6   | 8.7  | 13.9 | 16.7 | 18.6 | 18.2 | 13.8 | 9.2  | 4.0   | 0.0   | 8,7    |
| Średnie temperatury w nocy [°C]         | -4.7  | -3.9  | -0.4  | 3.4  | 8.1  | 11.3 | 12.9 | 12.5 | 9.1  | 5.1  | 0.9   | -2.8  | 4,3    |
| Rekordy minimalnej temperatury [°C]     | -28.7 | -24.4 | -20.2 | -6.1 | -2.6 | 2.8  | 5.2  | 4.1  | 0.0  | -6.8 | -15.8 | -25.6 | −28,7  |
| Opady [mm]                              | 30    | 26    | 36    | 44   | 77   | 94   | 95   | 75   | 64   | 43   | 41    | 36    | 660    |
| Średnia liczba dni z opadami            | 9     | 8     | 10    | 9    | 12   | 13   | 12   | 10   | 9    | 8    | 9     | 10    | 119    |
| Źródło: Na podstawie 35-lecia 1979-2013 |       |       |       |      |      |      |      |      |      |      |       |       |        |